# Ljetna univerzijada 1999.
XX. Ljetna univerzijada održana je u Palmi de Mallorci (Baleari, Španjolska) od 3. do 13. srpnja 1999. godine.
Najviše su odličja osvojile SAD (28 zlata, 17 srebara, 15 bronci; ukupno 60 odličja), dok je domaćin Španjolska na sedmom mjestu s 27 odličja (7 zlata, 7 srebara i 13 bronci). Hrvatska je na 40. mjestu s jednim i to brončanim odličjem. 

## Športovi
- atletika
- jedrenje
- košarka
- mačevanje
- plivanje
- ronjenje
- nogomet
- skokovi u vodu
- vaterpolo
- športska gimnastika
- tenis
- odbojka